# Robocop: The Series
Robocop: The Series är en kanadensisk TV-serie, ursprungligen visad i CTV under perioden 18 mars-26 november 1994.
Serien spelades in i Mississauga och Toronto i den kanadensiska provinsen Ontario, och utspelar sig mellan första och andra långfilmen, men riktade sig till en yngre publik, varför våldet tonades ned.

## Hemvideoutgivningar
Den 20 juli 2010 släpptes hela serien till DVD i Kanada.

### Fotnoter
1. ↑  ”Robocop: The Series - The Complete Series (CAN)” (på engelska). TV Shows on DVD. 20 juli 2010. Arkiverad från originalet den 27 juli 2010. https://web.archive.org/web/20100727173027/http://www.tvshowsondvd.com/releases/Robocop-Series-Complete-Series/10230. Läst 21 januari 2018.